# 瓦爾迪姆岩
瓦爾迪姆岩62°40′28″S 61°11′00″W / 62.67444°S 61.18333°W是南極洲的岩石，位於南設得蘭群島中利文斯頓島的拜爾斯半島西南端，長1.3公里，以保加利亞北部的村落命名，現時由南極條約體系管理。
本條目包含來自Antarctic Place-names Commission of Bulgaria 的資料，並已獲授權使用。